# 日野晴光
日野 晴光（ひの はるみつ）は、戦国時代の公卿。藤原北家庶流日野家26代・日野内光の子。官位は正二位・権大納言。日野家27代当主。

## 生涯
徳大寺実淳の次男であった父・内光は嗣子のなかった日野政資の養子となって日野家を継ぎ、初めは11代将軍・足利義高（義澄）の偏諱を受け高光（たかみつ）、澄光（すみみつ）を名乗っていた。子の晴光も同じように慣例に倣い、義澄の子で12代将軍・足利義晴より偏諱を受けた。
幕府の重臣で内談衆に任じられていた摂津元造の養女を正室に迎え、代々の日野家当主同様、幕政にも影響力を持った。
大永7年（1527年）、桂川原の戦いで父・内光は縁戚関係にあった細川高国側について敗北し、敗走する途中で討ち死にする。晴光自身まだ幼少であったが、これを受けて家督を継いだものと思われる。
天文8年（1539年）2月10日、参議となる。
天文24年（1555年）9月18日、薨去。享年37。実子・晴資も早世しており、一時日野家は断絶状態となるが、広橋国光の子である輝資によって再興された。

## 系譜
- 父：日野内光
- 母：畠山尚順の娘
- 妻：陽春院 - 摂津元造の養女
- 生母不明の子女
  - 長男：日野晴資（1536-1551）
- 養子
  - 男子：日野輝資（1555-1623） - 広橋国光の子